# Conde de Sabrosa
Conde de Sabrosa é um título nobiliárquico criado pelo Rei D. Carlos I de Portugal, por Decreto de 15 de Novembro de 1900, em favor de José Gonçalves Guimarães Serôdio.
Titulares
1. José Gonçalves Guimarães Serôdio, 1.º Conde de Sabrosa.

Após a Implantação da República Portuguesa, e com o fim do sistema nobiliárquico, usaram o título: 
1. João Davidson Guimarães Serôdio, 2.º Conde de Sabrosa;
2. José António Barbosa Guimarães Serôdio, 3.º Conde de Sabrosa;
3. Martim Guimarães Serôdio Ricciardi, 4.º Conde de Sabrosa.